# Самарский театр оперы и балета имени Д. Д. Шостаковича
Самарский академический театр оперы и балета имени Д. Д. Шостаковича — музыкальный театр в Самаре. Основан в 1931 году, первый сезон открыл оперой Модеста Мусоргского «Борис Годунов», первой балетной премьерой 3 июля 1931 стал «Красный мак» на музыку Рейнгольда Глиэра.  
18 февраля 1982 года театру присвоено почётное звание «академический». В 2022 году театру присвоено имя композитора Дмитрия Шостаковича.

## Здание театра
Здание находится на исторической площади, которая называлась до революции Соборной и была украшена православным собором, построенным по проекту петербургского архитектора Эрнеста Жибера. 2 января 1930 года пленум президиума Самарского горсовета передал собор Союзу строительных рабочих для переоборудования под Дом культуры, однако проект реконструкции в Москве сочли слишком дорогостоящим и нецелесообразным, предложив снести собор и построить на его месте новое здание, приспособленное для нужд учреждения культуры.
Из шести поданных на конкурс проектов лучшим был признан проект ленинградских архитекторов Ноя Троцкого (архитектора ленинградского Дома Советов) и Николая Каценеленбогена в стиле неоклассицизма. По ходу строительства проект был изменён. Здание было смещено от центра площади в сторону улицы Галактионовской. Фасад по центральной оси здания ориентирован на улицу Шостаковича, а центральный фасад — на площадь. Он украшен колоннами с массивными капителями, в нишах — скульптурами рабочего и физкультурницы работы Василия Акимова и тематическими барельефами.
Строительство Дворца культуры имени В.В. Куйбышева закончилось в 1938 году, тогда же перед ним был установлен памятник Валериану Куйбышеву работы известного скульптора Матвея Манизера. Т-образная площадь перед зданием стала местом проведения демонстраций и празднеств. На этой площади 7 ноября 1941 года Ворошилов принимал военный парад. Поначалу здание планировалось как дворец культуры, но затем в центральной части здания разместился театр оперы и балета. В левом крыле некоторое время находилась областная библиотека, в правом крыле — спортивная школа и художественный музей.
В 2006 году началась реконструкция здания, потребовавшая выселения спортшколы и музея. К 2010 году, юбилейному сезону театра, реконструкция завершилась.

## История
Открытие театра состоялось 1 июня 1931 года оперой Мусоргского «Борис Годунов». У его истоков стояли выдающиеся российские музыканты: дирижёр и композитор Антон Эйхенвальд, дирижёр Арий Пазовский, дирижёр Исидор Зак, режиссёр Иосиф Лапицкий.
Вписали свои имена в историю театра такие мастера, как дирижёры Савелий Бергольц, Лев Оссовский, режиссёр Борис Рябикин, певцы Александр Викторович Дольский, народный артист УССР Николай Полудённый, народный артист России Виктор Черноморцев, народная артистка РСФСР, будущая солистка Большого театра Наталья Шпиллер, Лариса Борейко и многие другие.
Балетную труппу возглавила солистка Мариинского театра, участница дягилевских сезонов в Париже Евгения Лопухова. Балетмейстерами Самарского театра были талантливый хореограф, ученица Агриппины Вагановой Наталья Данилова, петербургская балерина Алла Шелест, солист Мариинского театра Игорь Чернышёв, народный артист СССР Никита Долгушин.
Театр быстро набирал репертуар. В постановках 1930-х годов — оперная и балетная классика: оперы Чайковского, Глинки, Римского-Корсакова, Бородина, Даргомыжского, Россини, Верди, Пуччини, балеты Чайковского, Минкуса, Адана.
Большое внимание театр уделял современному репертуару. В довоенный период впервые в стране были поставлены оперы «Степь» А. Эйхенвальда, «Таня» Крейтнера, «Укрощение строптивой» Шебалина и другие.
Смелый творческий эксперимент, обращение к неизвестным или незаслуженно забытым шедеврам, был присущ театру и в послевоенные годы. В его афишах — десятки названий, от классики XVIII века («Медея» Керубини, «Тайный брак» Чимарозы) и мало исполняемых произведений русских композиторов XIX века («Сервилия» Римского-Корсакова, «Чародейка» Чайковского, «Ёлка» Ребикова) до европейского авангарда XX века («Карлик» фон Цемлинского, «Свадебка» Стравинского, «Арлекино» Бузони).
Особая страница в жизни театра — сотворчество с современными отечественными авторами. Его сцене доверяли свои произведения выдающиеся российские композиторы Сергей Слонимский и Андрей Эшпай, Тихон Хренников и Андрей Петров. Значительным событием, далеко выходящим за пределы самарской культурной жизни, стала мировая премьера оперы Сергея Слонимского «Видения Иоанна Грозного», осуществлённая великим музыкантом XX века Мстиславом Ростроповичем в содружестве с выдающимися мастерами сцены режиссёром Робертом Стуруа и художником Георгием Алекси-Месхишвили.
Куйбышевские артисты посещали Алма-Ату, где передавали опыт труппе недавно организованного музыкального театра (ныне Казахский театр оперы и балета имени Абая).

### Годы войны. Большой театр СССР в Куйбышеве.
В начале Великой Отечественной войны культурная ситуация в городе резко изменилась: в октябре 1941 года в «запасную столицу» Самару (тогда город назывался Куйбышев) эвакуируется Государственный Большой театр СССР. Художественная инициатива переходит к крупнейшим мастерам советской оперной и балетной сцены. За 1941—1943 годы ГАБТ показал в Самаре 14 опер и балетов. На самарской сцене выступали всемирно известные певцы Иван Козловский, Максим Михайлов, Марк Рейзен, Валерия Барсова, Наталья Шпиллер, балерина Ольга Лепешинская, дирижировали Самуил Самосуд, Юрий Файер, Александр Мелик-Пашаев.
Историческим событием стала премьера на сцене Куйбышевского оперного театра Седьмой («Ленинградской») симфонии Дмитрия Шостаковича. Великое произведение, отражающее трагические события военного времени, передающее величие подвига советских воинов, было дописано композитором в декабре 1941 года в эвакуации в «запасной столице» и исполнено оркестром Большого театра под руководством Самуила Самосуда 5 марта 1942 года.
8 ноября 1942 года в Куйбышеве состоялась премьера оперы «Вильгельм Телль» Джоаккино Россини. Участники спектакля были награждены Сталинской премией, которую передали в Фонд обороны. 30 декабря 1942 года в Куйбышеве прошла премьера балета «Алые паруса» Владимира Юровского.
В благодарность за помощь местных жителей в это трудное время, его артисты и после войны не раз приезжали на Волгу со своими новыми работами, а также с историческим репертуаром военного времени. 

### Театр в 21 веке
В 2005 году, в ознаменование 60-летия Победы в Великой Отечественной войне и в память о пребывании в Самаре в годы войны, коллектив Большого театра России подарил самарским зрителям новую встречу со своим искусством. Гастрольные спектакли и концерты (балет Шостаковича «Светлый ручей», опера Мусоргского «Борис Годунов», Седьмая симфония Шостаковича, концерт духового оркестра и солистов оперы) прошли с триумфальным успехом.

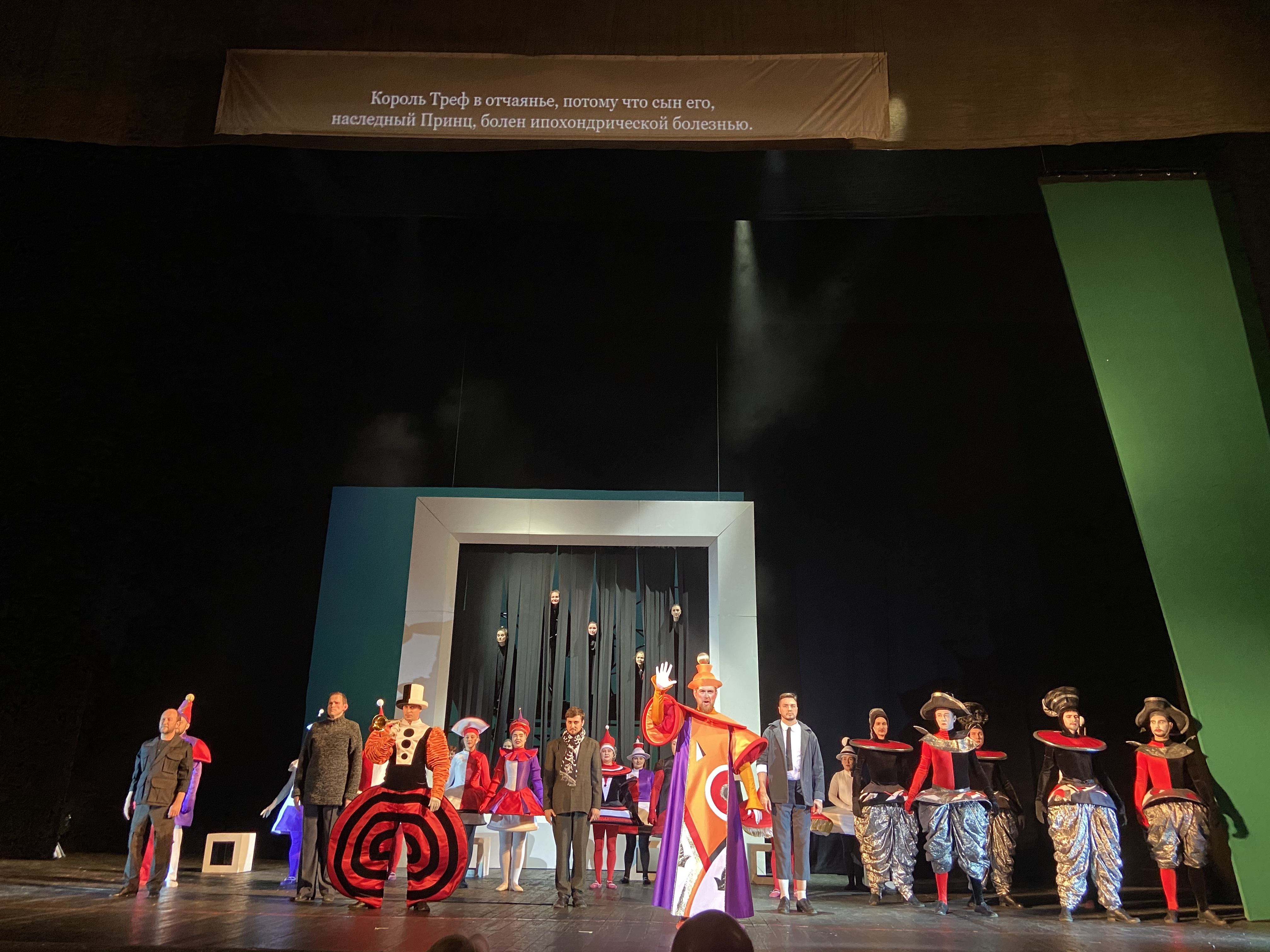
Опера «Любовь к трём апельсинам» Сергея Прокофьева, 2021

В 2011 году завершилась масштабная реконструкция здания театра. В афише появляются новые названия, певцы и танцовщики побеждают на престижных международных и всероссийских конкурсах[каких?], в труппу вливаются новые творческие силы. Несколько премьер получили большой зрительский резонанс[уточнить]: были поставлены оперы «Кармен» Бизе, «Бал-маскарад», «Травиата» и «Аида» Верди, «Мадам Баттерфляй», «Джанни Скикки» и «Тоска» Пуччини, «Севильский цирюльник» Россини, «Сказки Гофмана» Оффенбаха, «Любовь к трём апельсинам» Прокофьева, «Сказка о царе Салтане» и «Снегурочка» Римского-Корсакова, «Евгений Онегин» и «Пиковая дама» Чайковского, «Борис Годунов» Мусоргского, «Князь Игорь» Бородина, «Леди Макбет Мценского уезда» Шостаковича, балеты «Анюта» на музыку Гаврилина, «Бахчисарайский фонтан» Асафьева, «Баядерка» и «Дон Кихот» Минкуса, «Корсар» Адана, «Ромео и Джульетта» Прокофьева, «Эсмеральда» Пуни, «Чиполлино» Хачатуряна, «Раймонда» Глазунова и другие. Театр активно сотрудничает с мастерами из Большого театра, театра Новая Опера им. Е. В. Колобова, Мариинского театра, Михайловского театра, Геликон-Оперы, Екатеринбургского театра оперы и балета, Башкирского театра оперы и балета, Пермского театра оперы и балета, а также из других театров России и мира. Много внимания уделяется постановкам музыкальных сказок для детей.
После реконструкции открыта Малая сцена, что дало театру возможность ставить камерные оперы, проводить творческие вечера солистов. Малая сцена расположена в правом крыле здания и оснащена современным световым, видео и звуковым оборудованием.
В 2021 году театр получил первую в своей истории «Золотую маску»: премию вручили Татьяне Ногиновой за работу художника по костюмам в балете «Бахчисарайский фонтан» (2019). В 2022 году театру было присвоено имя Дмитрия Дмитриевича Шостаковича. С июня 2022 театр использует новый бренд: «Шостакович Опера Балет».
Среди гастрольных маршрутов театра — Болгария, Германия, Италия, Испания, Китай, Исландия, Польша, Чехия, Финляндия, Австрия, Таиланд, Мексика, Беларусь, города России. Интенсивная гастрольная практика театра позволила познакомиться с последними работами и жителям Самарской области.
Яркая страница в жизни театра — фестивали. В их числе фестиваль классического балета имени Аллы Шелест, международный фестиваль «Басы XXI века», «Пять вечеров в Тольятти». Фестиваль классического балета имени Аллы Шелест в 2003 году был удостоен Ордена «Екатерины Великой», а в 2011 году вошёл в состав Ассоциации европейских фестивалей. В 2012 году прошёл Международный оперный фестиваль имени Ирины Архиповой. Благодаря фестивальным инициативам театра самарские зрители могли познакомиться с искусством десятков крупнейших мастеров отечественного и зарубежного оперного и балетного искусства.
В апреле 2025 года на сцене театра прошли гастроли Большого театра с участием звёзд труппы. Спектакли были приурочены к 80-летию Победы в Великой Отечественной войне. В рамках мероприятий состоялся оперный гала-концерт, в котором прозвучали арии из опер Гуно, Чапи, Пуччини, Бизе, Шостаковича, и два показа балета «Сильфида» в хореографии Августа Бурнонвиля.
В творческих планах театра — работа над оперой «Летучий голландец» и балетом «Сильвия».

## Известные персоналии
См. Категория:Персоналии:Самарский театр оперы и балета

### Генеральный директор
- Наталия Макарова

### Художественное руководство
- Евгений Хохлов — художественный руководитель и главный дирижёр
- Юрий Бурлака — художественный руководитель балета
- Максим Пожидаев — главный хормейстер
- Екатерина Мамедова — помощник художественного руководителя

### Дирижёры
- Александр Анисимов (приглашенный дирижер)
- Алишер Бабаев
- Борис Бенкогенов
- Андрей Данилов
- Алексей Ньяга (приглашенный дирижер)

### Режиссёры
- Марина Монастырская
- Евгения Тенякова
- Марина Шапкина
- Оксана Штанина

## Фестивали
- Фестиваль оперного и балетного искусства «Пять вечеров в Тольятти»
- Международный фестиваль оперного искусства «Басы XXI века»
- Фестиваль классического балета имени Аллы Шелест
- Международный оперный фестиваль имени Ирины Архиповой.
- Фестиваль оперного искусства «Два века с Верди»
- Музыкальный фестиваль «Мстиславу Ростроповичу»
- Фестиваль оперного искусства «Лики любви»
- Фестиваль оперного и балетного искусства «Песнь торжества»
- Фестиваль к 175-летию П. И. Чайковского
- Международный фестиваль искусств «Шостакович. Над временем»
- Фестиваль оперного искусства «Славянский дом»
- Фестиваль «Наследие. Балет»

## Награды
2015:
- Премия Правительства Российской Федерации имени Фёдора Волкова за вклад в развитие театрального искусства Российской Федерации

2021:
- Премия «Золотая маска» в номинации "Лучшая работа художника по костюмам. Музыкальный театр": Татьяна Ногинова, «Бахчисарайский фонтан»

2025:
- Премия «Золотая маска»: спектакль "Мастер и Маргарита" (специальная премия "Маэстро")